# Kerbonn
Le lieu-dit de Kerbonn fait partie de la commune de Camaret-sur-Mer et se situe entre la pointe de Pen-Hir et la pointe du Toulinguet, sur la presqu'île de Crozon.

## Batterie de Kerbonn
Les ouvrages sont :
- Batterie de mortiers (1889-90) pour 3 obusiers de 270 mm.
- Magasin sous roc (1890-95) avec tunnel vers chambre de tir.
- Batterie française (1932)
- Batterie allemande (1941-42) : elle fut équipée de quatre canons capturés aux français de 164 mm...

Le site de Kerbonn fait partie du dispositif de défense du goulet de Brest. Elle comprend une forte diversité d'ouvrages. Les premières fortifications militaires sur le site de Kerbonn sont datées de 1889-1891. Le Fort de Kerbonn est une batterie de côte, dont le rôle était de lutter contre les navires dans la rade de Brest. Entre 1942 et 1944, les Allemands ont construit sur le site des casemates. Elle est constituée principalement de 4 casemates de tir pour canon de 164 mm français, 6 abris passifs, 1 poste directeur de tir et 3 cuves pour canon de défense contre avions (DCA).
Une des casemates allemandes abrite aujourd'hui le Mémorial de la Bataille de l'Atlantique.

## Musée-mémorial de la bataille de l'Atlantique
Le Mémorial de la Bataille de l'Atlantique implanté à Camaret-sur-Mer sur le site du fort de Kerbonn, dans un ancien blockhaus datant de la Seconde Guerre mondiale, rappelle dans sa simplicité que pendant la dernière guerre plus de 45 000 marins du commerce de toutes nations ont disparu avec leurs 5 125 navires.
Il lie dans la même pensée ces marins alliés et les 30 000 marins de la Kriegsmarine coulés avec leurs 759 sous-marins.
Ce Mémorial raconte au visiteur l'histoire de la grande bataille et rappelle l'action en son sein des marins de la France libre.

## Galerie

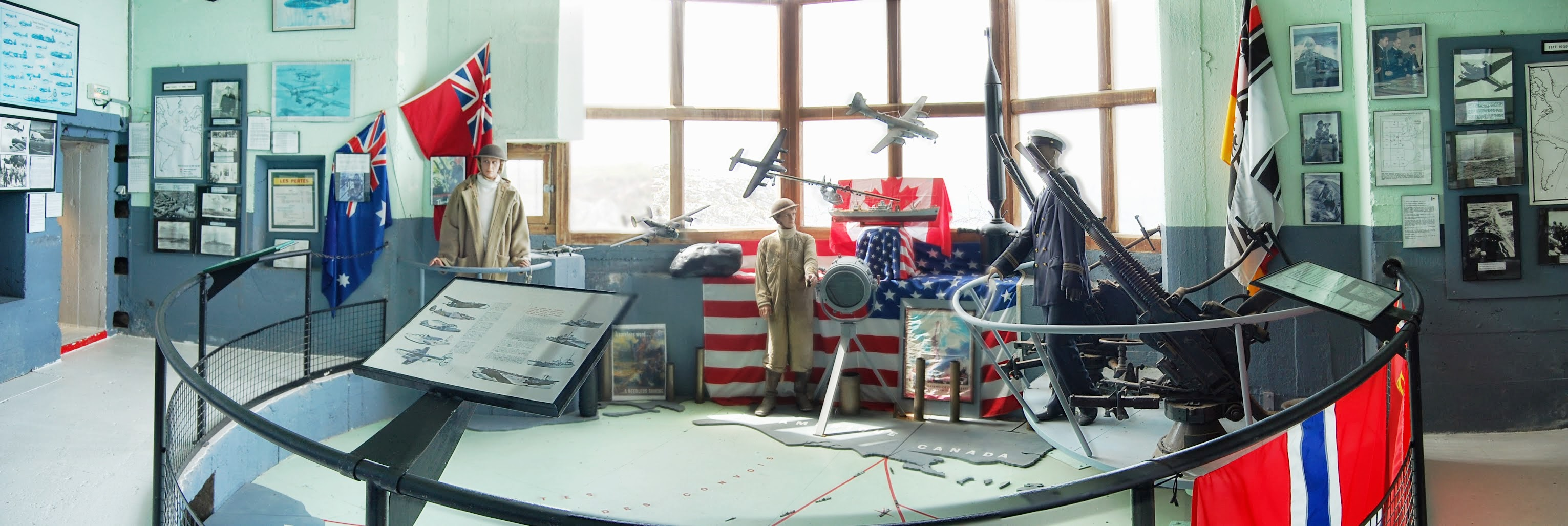
Vue panoramique de la salle principale du musée-mémorial de la bataille de l'Atlantique
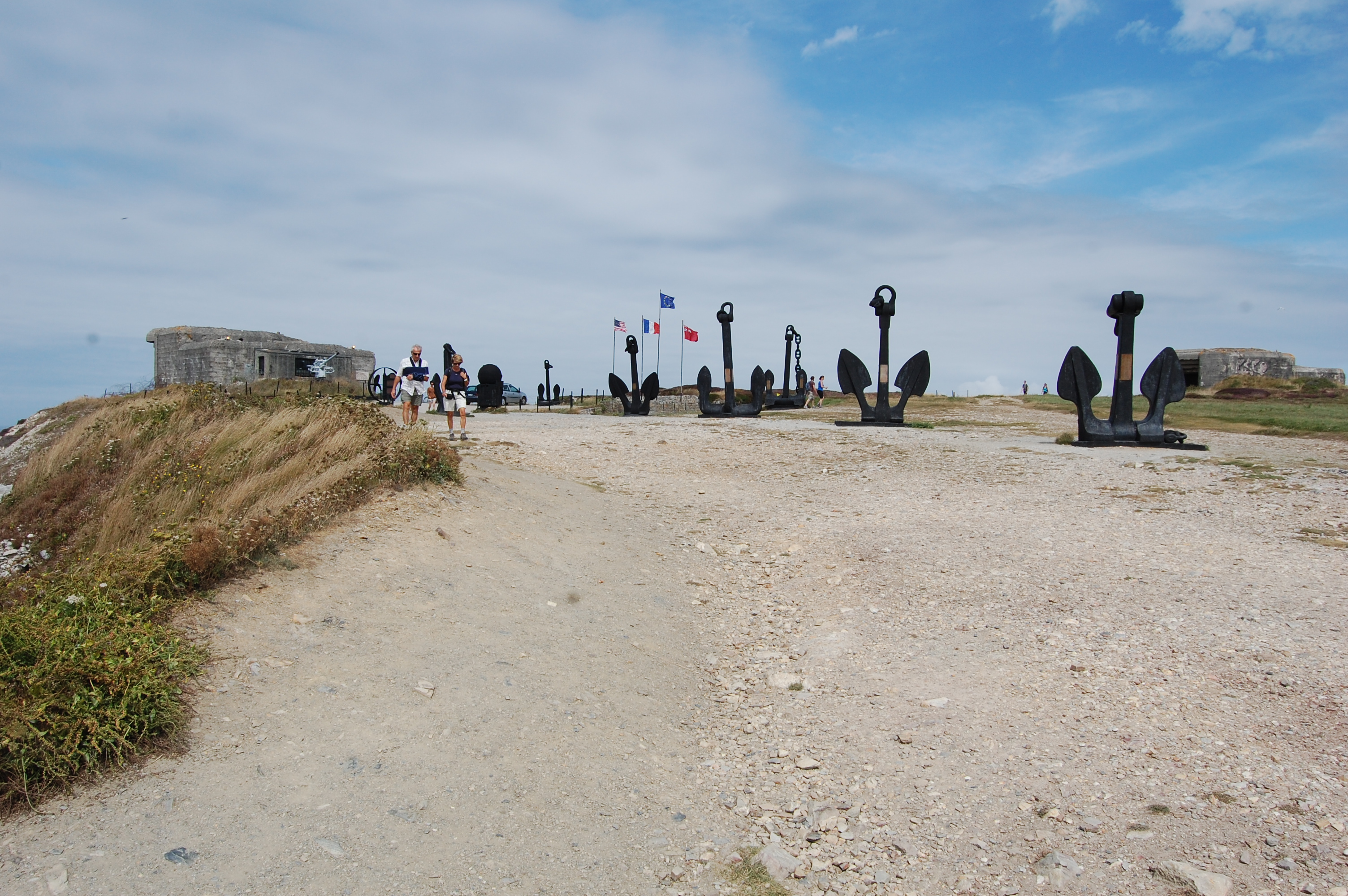
Vue des ancres disposées devant le musée-mémorial de la bataille de l'Atlantique

## À voir
- Le musée mémorial de la bataille de l'Atlantique à Kerbonn (dans l'une des casemates)[3]
- Les ruines du manoir de Coecilian.